# Французский конституционный референдум в Того и Дагомее (октябрь 1946)
Французский конституционный референдум в Того и Дагомее проводился 13 октября 1946 года в рамках общефранцузского референдума для ратификации проекта конституции Четвёртой французской республики. 
Он проходил всего через полгода после отклонения предыдущего варианта Конституции на майском референдуме.
На территориях Французского Того и Французской Дагомеи (ныне Бенин) проект Конституции вновь был отвергнут 72,8% голосов избирателей при явке 47,5%. 
Тем не менее, Конституция была одобрена большинством в общих результатах, включая метрополию и, таким образом, положила начало Четвёртой французской республики.

## Вопрос
Вопрос, вынесенный на референдум, был следующий:
Etes-vous pour la création de la IVème République ?
Вы за создание IV-ой Республики?

## Результаты
| Выбор                               | Голоса | %    |
| ----------------------------------- | ------ | ---- |
| За                                  | 212    | 27,2 |
| Против                              | 568    | 72,8 |
| Недействительных/пустых бюллетеней  | 26     | –    |
| Всего                               | 806    | 100  |
| Зарегистрированных избирателей/Явка | 1 697  | 47,5 |
| Источник: Sternberger et al.        |        |      |